# Sacha Fenestraz
Sacha Fenestraz Jules (Annecy, Región de Auvernia-Ródano-Alpes, Francia; 28 de julio de 1999) es un piloto de automovilismo franco-argentino. Ha sido campeón de Eurocopa de Fórmula Renault y Fórmula 3 Japonesa y subcampeón de Super Fórmula Japonesa, además de piloto de Super GT y Fórmula E.

## Carrera deportiva

### Primeros años
Nacido en Annecy, Francia, en una familia franco-argentina y criado en Córdoba, Argentina, Fenestraz comenzó en el karting en 2006, participando en eventos en Francia y Argentina.
En 2015, Fenestraz debutó en monoplazas en el Campeonato Francés de F4, donde consiguió tres victorias y fue campeón júnior y subcampeón general.
En 2016, compitió en la Fórmula Renault 2.0 con Tech 1 Racing, ganando dos carreras. En 2017, ganó el campeonato con Josef Kaufmann Racing, con siete victorias, siendo además piloto de la Renault Sport Academy.

### Fórmula 3 y GP3

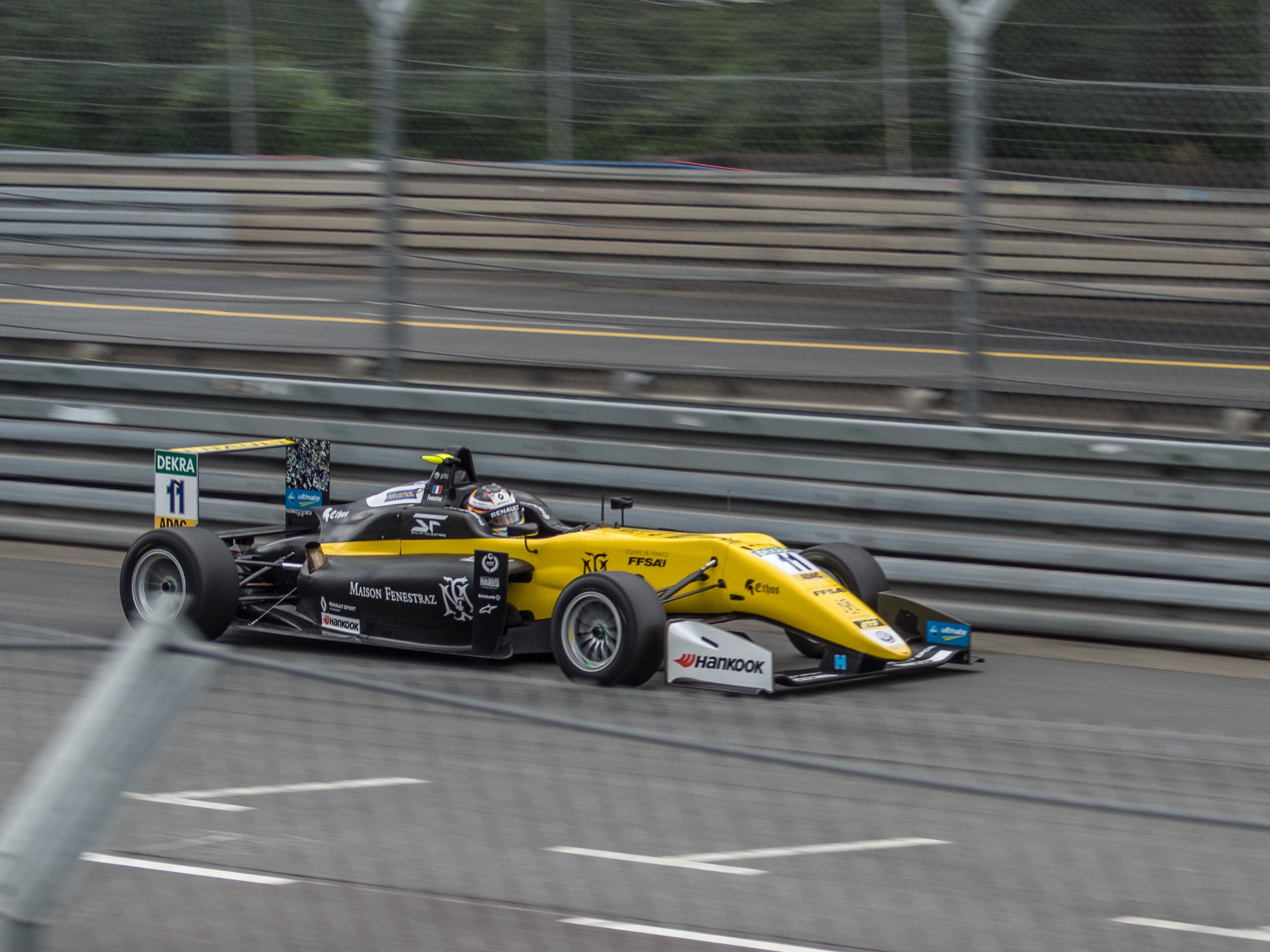
Sacha Fenestraz en el Campeonato Europeo de Fórmula 3 de la FIA 2018.

En 2018, Fenestraz corrió a tiempo completo con Carlin en la Fórmula 3 Europea, ganando en Pau y terminando 11º en el campeonato. En el Gran Premio de Macao, finalizó tercero. Además, participó en las dos últimas rondas de la GP3 Series 2018 con Arden International.
Tras perder el apoyo de Renault, se mudó a Japón, donde ganó el campeonato de Fórmula 3 Japonesa en 2019 con B-Max Racing.

### Japón
En 2019, compitió en la clase GT300 del Super GT, y en 2020 pasó a la clase GT500 con Toyota Gazoo Racing, obteniendo cuatro podios. En 2022, ganó su primera carrera en GT500 en Fuji Speedway.
En 2020, ascendió a Super Fórmula Japonesa con Kondo Racing. Debutó con un podio en Motegi. Tras perderse gran parte de la temporada siguiente por restricciones de la pandemia de COVID-19, fue protagonista de la temporada 2022. Ganó la carrera de SUGO y obtuvo otros tres podios que le valieron para ser subcampeón, aunque muy por detrás del campeón Tomoki Nojiri.

### América

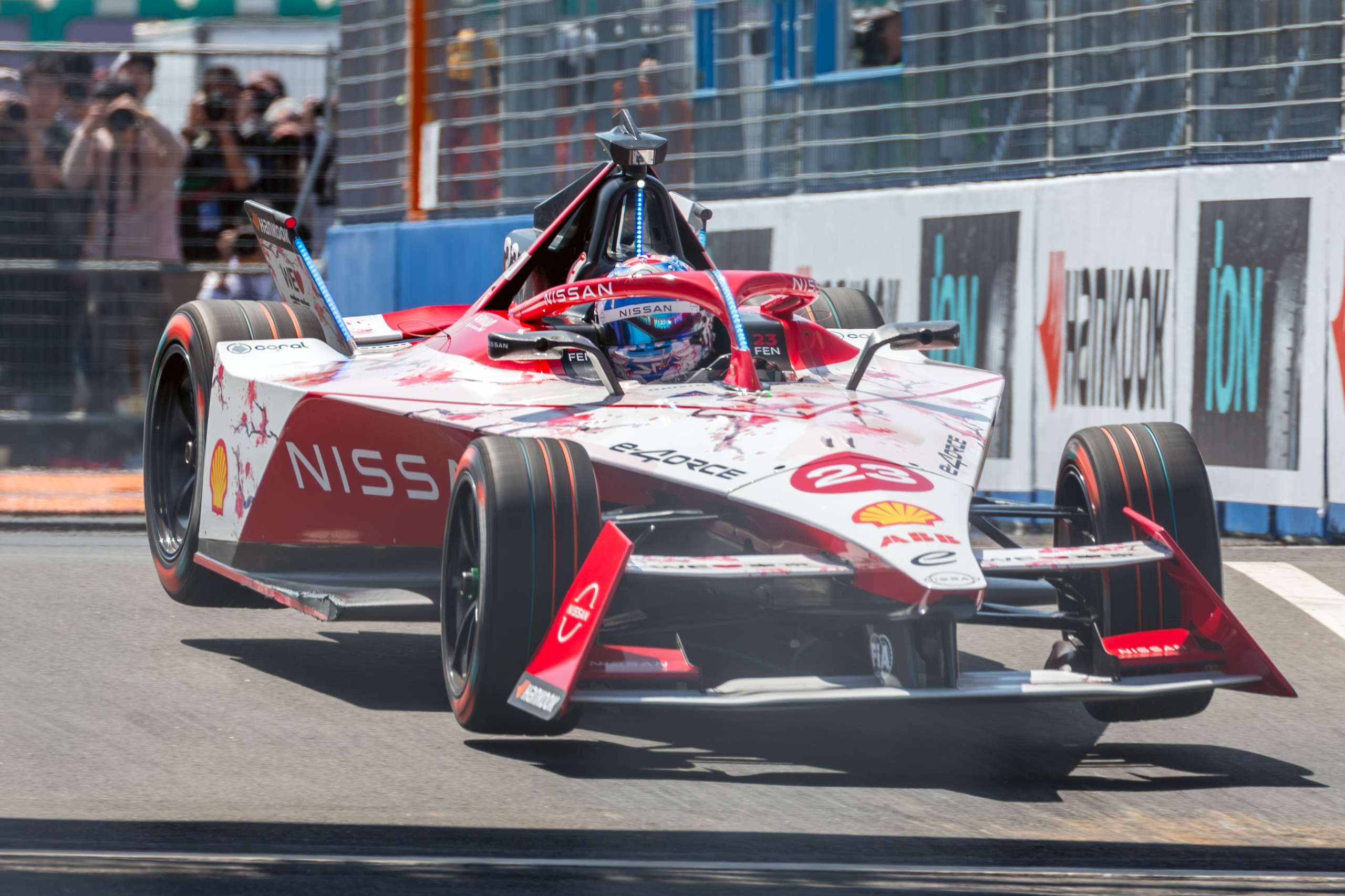
Sacha Fenestraz en Fórmula E 2023-24.

Aprovechando su impás por las restricciones de la pandemia, Fenestraz participó en 2021 en dos carreras en América de la mano de Toyota Gazoo Racing: la fecha de la Michelin Pilot Challenge en Lime Rock Park, conduciendo un Supra GT4, y los 200 km de Buenos Aires de Súper TC2000, como invitado de Julián Santero.

### Fórmula E
En 2022, debutó en Fórmula E con Dragon / Penske Autosport, en la última carrera de la temporada. En 2023, compitió a tiempo completo con Nissan, logrando su primera pole position en Ciudad del Cabo. Para la temporada siguiente, continuó con el equipo japonés, pero fue despedido al final de la temporada tras ser superado notoriamente por su compañero de equipo, Oliver Rowland.

## Vida personal
Nació en Francia, pero a los seis meses de vida se fue con su familia a Córdoba, Argentina.

## Resumen de carrera
| Temporada | Categoría                                 | Equipo                                | Carreras          | Victorias         | Poles             | VR                | Podios            | Puntos            | Pos.              |
| --------- | ----------------------------------------- | ------------------------------------- | ----------------- | ----------------- | ----------------- | ----------------- | ----------------- | ----------------- | ----------------- |
| 2015      | Campeonato Francés de F4                  | —                                     | 21                | 3                 | 2                 | 2                 | 10                | 253               | 2.º               |
| 2016      | Eurocopa de Fórmula Renault 2.0           | Tech 1 Racing                         | 15                | 2                 | 2                 | 1                 | 3                 | 119.5             | 5.º               |
| 2016      | Fórmula Renault 2.0 NEC                   | Tech 1 Racing                         | 15                | 1                 | 0                 | 0                 | 2                 | 207               | 5.º               |
| 2017      | Eurocopa de Fórmula Renault               | Josef Kaufmann Racing                 | 23                | 7                 | 9                 | 5                 | 18                | 367.5             | 1.º               |
| 2017      | Fórmula Renault 2.0 NEC                   | Josef Kaufmann Racing                 | 4                 | 2                 | 2                 | 2                 | 4                 | 108               | 6.º               |
| 2017      | Fórmula Renault 2.0 NEC                   | Josef Kaufmann Racing                 | 3                 | 2                 | 3                 | 1                 | 3                 | 0                 | NC†               |
| 2017      | Campeonato Europeo de Fórmula 3 de la FIA | Carlin                                | 3                 | 0                 | 0                 | 0                 | 0                 | 1                 | 20.º              |
| 2017      | Gran Premio de Macao                      | Carlin                                | 1                 | 0                 | 0                 | 0                 | 0                 | -                 | 7.º               |
| 2018      | Campeonato Europeo de Fórmula 3 de la FIA | Carlin                                | 27                | 1                 | 2                 | 1                 | 3                 | 115               | 11.º              |
| 2018      | Gran Premio de Macao                      | Carlin                                | 1                 | 0                 | 0                 | 0                 | 1                 | N/A               | 3.º               |
| 2018      | GP3 Series                                | Arden International                   | 4                 | 0                 | 0                 | 0                 | 0                 | 0                 | 24.º              |
| 2019      | Campeonato de Fórmula 3 Japonesa          | B-Max Racing with Motopark            | 20                | 8                 | 5                 | 8                 | 18                | 162               | 1.º               |
| 2019      | Super GT Japonés - GT300                  | Kondō Racing                          | 8                 | 0                 | 1                 | 0                 | 1                 | 46                | 6.º               |
| 2019-20   | Fórmula E                                 | Panasonic Jaguar Racing               | Piloto de pruebas | Piloto de pruebas | Piloto de pruebas | Piloto de pruebas | Piloto de pruebas | Piloto de pruebas | Piloto de pruebas |
| 2020      | Campeonato de Super Fórmula Japonesa      | Kondō Racing                          | 7                 | 0                 | 0                 | 0                 | 1                 | 19                | 14.º              |
| 2020      | Super GT Japonés - GT500                  | Toyota Gazoo Racing Team au TOM'S     | 8                 | 0                 | 0                 | 0                 | 4                 | 56                | 4.º               |
| 2021      | Campeonato de Super Formula Japonesa      | Kondō Racing                          | 2                 | 0                 | 0                 | 0                 | 0                 | 4                 | 17.º              |
| 2021      | Super GT Japonés - GT500                  | Toyota Gazoo Racing Team KeePer TOM'S | 3                 | 0                 | 0                 | 0                 | 1                 | 18                | 17.º              |
| 2021      | Michelin Pilot Challenge - GS             | TGR Riley Motorsports                 | 1                 | 0                 | 0                 | 0                 | 0                 | 260               | 44.º              |
| 2021      | Súper TC2000                              | Toyota Gazoo Racing YPF Infinia       | 1                 | 0                 | 0                 | 0                 | 0                 | 0                 | NC†               |
| 2021-22   | Fórmula E                                 | Dragon / Penske Autosport             | 1                 | 0                 | 0                 | 0                 | 0                 | 0                 | 24.º              |
| 2022      | Campeonato de Super Fórmula Japonesa      | Kondō Racing                          | 10                | 1                 | 0                 | 0                 | 4                 | 89                | 2.º               |
| 2022      | Super GT Japonés - GT500                  | Toyota Gazoo Racing Team KeePer TOM'S | 8                 | 1                 | 0                 | 1                 | 2                 | 43                | 6.º               |
| 2022-23   | Fórmula E                                 | Nissan Formula E Team                 | 16                | 0                 | 1                 | 0                 | 0                 | 32                | 16.º              |
| 2023-24   | Fórmula E                                 | Nissan Formula E Team                 | 16                | 0                 | 0                 | 0                 | 0                 | 26                | 17.º              |
| 2025      | Campeonato de Super Fórmula Japonesa      | Vantelin Team TOM'S                   | Disputándose      | Disputándose      | Disputándose      | Disputándose      | Disputándose      | Disputándose      | Disputándose      |
| Fuente:   |                                           |                                       |                   |                   |                   |                   |                   |                   |                   |

- † Era piloto invitado, por lo que no sumó puntos.

## Resultados

### Eurocopa de Fórmula Renault 2.0/Eurocopa de Fórmula Renault
(Clave) (negrita indica pole position) (cursiva indica vuelta rápida)

| Año     | Escudería             | 1         | 2        | 3        | 4         | 5       | 6       | 7       | 8        | 9        | 10      | 11      | 12      | 13      | 14      | 15      | 16        | 17      | 18    | 19      | 20      | 21      | 22    | 23      | Pos. | Puntos |
| ------- | --------------------- | --------- | -------- | -------- | --------- | ------- | ------- | ------- | -------- | -------- | ------- | ------- | ------- | ------- | ------- | ------- | --------- | ------- | ----- | ------- | ------- | ------- | ----- | ------- | ---- | ------ |
| 2016    | Tech 1 Racing         | ALC 1 Ret | ALC 2 14 | ALC 3 15 | MON 1     | MON 2 4 | MNZ 1 3 | MNZ 2 8 | RBR 1 13 | RBR 2 10 | LEC 1 6 | LEC 2 5 | SPA 1 4 | SPA 2 4 | EST 1 7 | EST 2 1 |           |         |       |         |         |         |       |         | 5.º  | 119.5  |
| 2017    | Josef Kaufmann Racing | MNZ 1 2   | MNZ 2    | SIL 1 5  | SIL 2 Ret | PAU 1 6 | PAU 2   | MON 1 2 | MON 2 1  | HUN 1 2  | HUN 2 3 | HUN 3 8 | NÜR 1 3 | NÜR 2 1 | RBR 1 2 | RBR 2 1 | LEC 2 Ret | LEC 2 1 | SPA 1 | SPA 2 3 | SPA 3 1 | CAT 1 4 | CAT 2 | CAT 3 1 | 1.º  | 367.5  |
| Fuente: |                       |           |          |          |           |         |         |         |          |          |         |         |         |         |         |         |           |         |       |         |         |         |       |         |      |        |

### Campeonato Europeo de Fórmula 3 de la FIA
(Clave) (negrita indica pole position) (cursiva indica vuelta rápida)

| Año     | Escudería | 1       | 2       | 3         | 4       | 5       | 6       | 7         | 8       | 9         | 10       | 11       | 12       | 13       | 14      | 15       | 16      | 17      | 18      | 19       | 20      | 21       | 22       | 23       | 24       | 25       | 26        | 27        | 28      | 29        | 30        | Pos. | Puntos |
| ------- | --------- | ------- | ------- | --------- | ------- | ------- | ------- | --------- | ------- | --------- | -------- | -------- | -------- | -------- | ------- | -------- | ------- | ------- | ------- | -------- | ------- | -------- | -------- | -------- | -------- | -------- | --------- | --------- | ------- | --------- | --------- | ---- | ------ |
| 2017    | Carlin    | SIL 1   | SIL 2   | SIL 3     | MNZ 1   | MNZ 2   | MNZ 3   | PAU 1     | PAU 2   | PAU 3     | HUN 1    | HUN 2    | HUN 3    | NOR 1    | NOR 2   | NOR 3    | SPA 1   | SPA 2   | SPA 3   | ZAN 1    | ZAN 2   | ZAN 3    | NÜR 1 15 | NÜR 2 13 | NÜR 3 10 | RBR 1    | RBR 2     | RBR 3     | HOC 1   | HOC 2     | HOC 3     | 19.º | 1      |
| 2018    | Carlin    | PAU 1 4 | PAU 2 1 | PAU 3 20‡ | HUN 1 8 | HUN 2 9 | HUN 3 6 | NOR 1 Ret | NOR 2 8 | NOR 3 Ret | ZAN 1 17 | ZAN 2 13 | ZAN 3 18 | SPA 1 11 | SPA 2 7 | SPA 3 15 | SIL 1 2 | SIL 2 7 | SIL 3 2 | MIS 1 11 | MIS 2 8 | MIS 3 12 | NÜR 1 12 | NÜR 2 9  | NÜR 3 7  | RBR 1 11 | RBR 2 16† | RBR 3 Ret | HOC 1 7 | HOC 2 Ret | HOC 3 Ret | 11.º | 121    |
| Fuente: |           |         |         |           |         |         |         |           |         |           |          |          |          |          |         |          |         |         |         |          |         |          |          |          |          |          |           |           |         |           |           |      |        |

- ‡ Como no se completó el 75% de la carrera, se otorgaron la mitad de los puntos.

### GP3 Series
(Clave) (negrita indica pole position) (cursiva indica vuelta rápida puntuable)

| Año  | Escudería           | 1   | 1   | 2   | 2   | 3   | 3   | 4   | 4   | 5   | 5   | 6   | 6   | 7   | 7   | 8   | 8   | 9   | 9   | Pos. | Puntos | Ref.   |
| ---- | ------------------- | --- | --- | --- | --- | --- | --- | --- | --- | --- | --- | --- | --- | --- | --- | --- | --- | --- | --- | ---- | ------ | ------ |
| 2018 | Arden International | BAR | BAR | LEC | LEC | SPI | SPI | SIL | SIL | BUD | BUD | SPA | SPA | MNZ | MNZ | SOC | SOC | YMC | YMC | 24.º | 0      | [ 27 ] |
| 2018 | Arden International |     |     |     |     |     |     |     |     |     |     |     |     |     |     | 16  | 13  | 16  | 15  | 24.º | 0      | [ 27 ] |

### Super GT Japonés
(Clave) (negrita indica pole position) (cursiva indica vuelta rápida)

| Año     | Escudería                             | Automóvil                    | Clase | 1      | 2      | 3      | 4      | 5      | 6     | 7      | 8     | Pos. | Puntos |
| ------- | ------------------------------------- | ---------------------------- | ----- | ------ | ------ | ------ | ------ | ------ | ----- | ------ | ----- | ---- | ------ |
| 2019    | Kondō Racing                          | Nissan GT-R Nismo GT3 (2018) | GT300 | OKA 5≠ | FUJ 4  | SUZ 18 | CHA 2  | FUJ 7  | AUT 8 | SUG 5  | MOT 6 | 6.º  | 46     |
| 2020    | Toyota Gazoo Racing Team au TOM'S     | Toyota GR Supra GT500        | GT500 | FUJ 2  | FUJ 2  | SUZ 3  | MOT 11 | FUJ 12 | SUZ 7 | MOT 13 | FUJ 3 | 4.º  | 56     |
| 2021    | Toyota Gazoo Racing Team KeePer TOM'S | Toyota GR Supra GT500        | GT500 | OKA    | FUJ    | SUZ    | MOT    | SUG    | AUT 9 | MOT 10 | FUJ 2 | 17.º | 18     |
| 2022    | Toyota Gazoo Racing Team KeePer TOM'S | Toyota GR Supra GT500        | GT500 | OKA 11 | FUJ 14 | SUZ 3  | FUJ 1  | SUZ 8  | SUG 9 | AUT 9  | MOT 6 | 6.º  | 43     |
| Fuente: |                                       |                              |       |        |        |        |        |        |       |        |       |      |        |

- ≠ Se otorgó la mitad de puntos ya que no se cumplió con el 75% de la carrera.

### Campeonato de Super Fórmula Japonesa
(Clave) (negrita indica pole position) (cursiva indica vuelta rápida)

| Año   | Escudería           | 1    | 2    | 3    | 4   | 5    | 6    | 7    | 8   | 9    | 10   | 11   | 12   | Pos. | Puntos | Ref.   |
| ----- | ------------------- | ---- | ---- | ---- | --- | ---- | ---- | ---- | --- | ---- | ---- | ---- | ---- | ---- | ------ | ------ |
| 2020  | Kondō Racing        | MOT  | OKA  | SUG  | AUT | SUZ1 | SUZ2 | FUJ  |     |      |      |      |      | 14.º | 19     | [ 28 ] |
| 2020  | Kondō Racing        | 3    | Ret  | Ret  | Ret | 10   | Ret  | 8    |     |      |      |      |      | 14.º | 19     | [ 28 ] |
| 2021  | Kondō Racing        | FUJ  | SUZ1 | AUT  | SUG | MOT1 | MOT2 | SUZ2 |     |      |      |      |      | 17.º | 4      | [ 29 ] |
| 2021  | Kondō Racing        |      |      |      |     |      | 13   | 7    |     |      |      |      |      | 17.º | 4      | [ 29 ] |
| 2022  | Kondō Racing        | FUJ1 | FUJ1 | SUZ1 | AUT | SUG  | FUJ2 | MOT  | MOT | SUZ2 | SUZ2 |      |      | 2.º  | 89     | [ 30 ] |
| 2022  | Kondō Racing        | 3    | 20   | 4    | 2   | 1    | Ret  | 2    | 6   | 16   | 4    |      |      | 2.º  | 89     | [ 30 ] |
| 2025* | Vantelin Team TOM'S | SUZ1 | SUZ1 | MOT  | MOT | AUT  | FUJ1 | FUJ1 | SUG | FUJ2 | FUJ2 | SUZ2 | SUZ2 | 6.º  | 34     | [ 31 ] |
| 2025* | Vantelin Team TOM'S | 11   | 16   | 8    | 4   | 17   | 13   | 5    | 2   |      |      |      |      | 6.º  | 34     | [ 31 ] |

- * Temporada en progreso.

### Súper TC 2000
| Año  | Equipo                          | Auto               | 1    | 2    | 3     | 4     | 5  | 6  | 7   | 8   | 9      | 10     | 11  | 12  | 13  | 14  | 15    | 16  | 17  | 18  | 19  | 20    | 21    | 22   | Res. | Puntos |
| ---- | ------------------------------- | ------------------ | ---- | ---- | ----- | ----- | -- | -- | --- | --- | ------ | ------ | --- | --- | --- | --- | ----- | --- | --- | --- | --- | ----- | ----- | ---- | ---- | ------ |
| 2021 |                                 |                    | BA I | BA I | BA II | BA II | AG | AG | SNI | SNI | BA III | BA III | PAR | PAR | TOA | TOA | BA IV | VIL | VIL | ROS | ROS | AG II | AG II | BA V | -    | -      |
| 2021 | Toyota Gazoo Racing YPF Infinia | Toyota Corolla XII |      |      |       |       |    |    |     |     |        |        |     |     |     |     | 8     |     |     |     |     |       |       |      | -    | -      |

### Fórmula E
(Clave) (negrita indica pole position) (cursiva indica vuelta rápida puntuable)
| Año     | Escudería                 | 1   | 1   | 2   | 2   | 3   | 3   | 4   | 5   | 5   | 6   | 6   | 7   | 7   | 8   | 8   | 9   | 9   | 10  | 10  | Pos. | Puntos | Ref.   |
| ------- | ------------------------- | --- | --- | --- | --- | --- | --- | --- | --- | --- | --- | --- | --- | --- | --- | --- | --- | --- | --- | --- | ---- | ------ | ------ |
| 2021-22 | Dragon / Penske Autosport | DIR | DIR | MEX | MEX | ROM | ROM | MON | BER | BER | YAK | YAK | MAR | MAR | NYC | NYC | LON | LON | SEÚ | SEÚ | 24.º | 0      | [ 32 ] |
| 2021-22 | Dragon / Penske Autosport |     |     |     |     |     |     |     |     |     |     |     |     |     |     |     |     | 16  |     |     | 24.º | 0      | [ 32 ] |
| 2022-23 | Nissan Formula E Team     | MEX | MEX | DIR | DIR | HYD | CAB | SÃO | BER | BER | MON | MON | YAK | YAK | PRT | PRT | ROM | ROM | LON | LON | 16.º | 32     | [ 33 ] |
| 2022-23 | Nissan Formula E Team     | 15  | 15  | 17  | 8   | 12  | NC  | Ret | 12  | 11  | 4   | 4   | 19  | 4   | 15  | 15  | 10  | 16  | Ret | 15  | 16.º | 32     | [ 33 ] |
| 2023-24 | Nissan Formula E Team     | MEX | MEX | DIR | DIR | SÃO | TOK | MIS | MIS | MON | BER | BER | SHA | SHA | PRT | PRT | LON | LON |     |     | 17.º | 26     | [ 34 ] |
| 2023-24 | Nissan Formula E Team     | 12  | 12  | Ret | 6   | 11  | 11  | 9   | 5   | 8   | 9   | Ret | 11  | 14  | 15  | 18  | 14  | 15  |     |     | 17.º | 26     | [ 34 ] |

### Citas
1. ↑  «SACHA FENESTRAZ». FIAResultsAndStatistics.MotorportStats.com (en inglés). Consultado el 16 de agosto de 2020.
2. 1 2  «Quién es Sacha Fenestraz, el cordobés que deslumbró en Mónaco». Consultado el 25 de mayo de 2018.
3. ↑  «Sacha Fenestraz se corona campeón de la Fórmula Renault 2.0 Eurocup». SoyMotor.com. Consultado el 9 de septiembre de 2024.
4. ↑  «Sacha Fenestraz y una gran victoria en Pau - TyC Sports». www.tycsports.com. 13 de mayo de 2018. Consultado el 9 de septiembre de 2024.
5. ↑  «Podio para Fenestraz en el Gran Premio de Macao». Carburando. 18 de noviembre de 2018. Consultado el 9 de septiembre de 2024.
6. ↑  «Fenestraz debutará en GP3 en las dos últimas citas de 2018». SoyMotor.com. Consultado el 9 de septiembre de 2024.
7. ↑  «El francoargentino Sacha Fenestraz se consagró campeón anticipado de la F3 Japonesa | + Deportes». Los Andes. 18 de agosto de 2019. Consultado el 9 de septiembre de 2024.
8. ↑  «Sacha Fenestraz cierra el año del Súper GT japonés | Vía Córdoba». Vía País. 1 de noviembre de 2019. Consultado el 9 de septiembre de 2024.
9. ↑  Iriondo, Emiliano (7 de agosto de 2022). «Llegó la primera para Fenestraz en el SuperGT». Campeones. Consultado el 9 de septiembre de 2024.
10. 1 2 3  «Sacha Fenestraz | Racing career profile». Driver Database (en inglés). Consultado el 9 de septiembre de 2024.
11. ↑  «Podio de Fenestraz en su estreno en la Súper Fórmula japonesa». mundosportextra.com. Consultado el 9 de septiembre de 2024.
12. ↑  @Mikisantangelo (25 de marzo de 2022). «Fenestraz se prepara para el comienzo de la Súper Fórmula». Campeones. Consultado el 9 de septiembre de 2024.
13. ↑  «Primera victoria en la carrera de Fenestraz, vencedor en Sugo». es.autohebdo.fr. Consultado el 9 de septiembre de 2024.
14. ↑  «Nojiri finaliza la temporada vencedor en Suzuka y subcampeón de Fenestraz». es.autohebdo.fr. Consultado el 9 de septiembre de 2024.
15. ↑  VAVEL.com (12 de julio de 2021). «Sacha Fenestraz correrá en la IMSA Pilot Challenge». VAVEL. Consultado el 9 de septiembre de 2024.
16. ↑  «Sacha Fenestraz, otra figura internacional en los 200 Kilómetros de Buenos Aires - TyC Sports». www.tycsports.com. 26 de agosto de 2021. Consultado el 9 de septiembre de 2024.
17. ↑  «LA LLAMADA DE MADRUGADA QUE COLOCÓ A FENESTRAZ EN UN FÓRMULA E». Motorsport.com. Consultado el 9 de septiembre de 2024.
18. ↑  «NISSAN E.DAMS CONFIRMA A FENESTRAZ Y NATO PARA LA FÓRMULA E 2023». Motorsport.com. Consultado el 9 de septiembre de 2024.
19. ↑  «Fenestraz, Pole en Ciudad del Cabo con la vuelta más rápida en la historia de la Fórmula E». SoyMotor.com. Consultado el 9 de septiembre de 2024.
20. ↑  Olé, Diario Deportivo (9 de septiembre de 2024). «Sacha Fenestraz, el piloto que bajaron de la Fórmula E y enloqueció con la banca de los argentinos». Olé. Consultado el 9 de septiembre de 2024.
21. ↑  «FENESTRAZ, AFUERA DE NISSAN: "ME HABÍAN DICHO QUE ME QUEDABA"». Motorsport.com. Consultado el 9 de septiembre de 2024.
22. ↑  «Sacha Fenestraz, un argentino más». Consultado el 11 de marzo de 2025.
23. ↑  «2020 Marrakesh Rookie Test: All you need to know». Fórmula E (en inglés). 19 de febrero de 2020. Consultado el 13 de junio de 2020.
24. ↑  «Renault Sport Series - Championships - Championships - Formula Renault - Results and Standings - renaultsport.com». Renault Sport. Consultado el 24 de septiembre de 2017.
25. ↑  «2017 Championship - FIA-F3». FIA Formula 3 European Championship (en inglés estadounidense). Archivado desde el original el 14 de octubre de 2018. Consultado el 4 de junio de 2017.
26. ↑  «2018 Championship - FIA-F3». FIA Formula 3 European Championship (en inglés estadounidense). Archivado desde el original el 12 de julio de 2018. Consultado el 25 de mayo de 2018.
27. ↑  «2018 GP3 Series». Motor Sport Magazine (en inglés). Consultado el 1 de marzo de 2019.
28. ↑  «Driver Standings | Race Calendar 2020». SUPER FORMULA. Consultado el 30 de agosto de 2020.
29. ↑  «Driver Standings | Race Calendar 2021». SUPER FORMULA. Consultado el 25 de abril de 2021.
30. ↑  «2022 Driver Standings | Race Calendar 2022 | SUPER FORMULA Official Website». SUPER FORMULA (en japonés). Consultado el 9 de abril de 2022.
31. ↑  «2025 Driver Standings | Race Calendar 2025 | SUPER FORMULA Official Website». SUPER FORMULA (en japonés). Consultado el 8 de marzo de 2025.
32. ↑  «Driver Standings 2021-22 | FIA Formula E». Fórmula E (en inglés). Consultado el 14 de agosto de 2022.
33. ↑  «Driver Standings 2022-23 | FIA Formula E». Fórmula E (en inglés). Consultado el 15 de enero de 2023.
34. ↑  «Driver Standings 2023-24 | FIA Formula E». Fórmula E (en inglés). Consultado el 13 de enero de 2024.